# Nasir Gebelli
Nasir Gebelli (persiska: ناصر جبلی, även känd som Nasser Gebelli eller enbart Nasir), född 1957 i Iran, är en iransk-amerikansk programmerare och datorspelsdesigner. Han är besläktad med den iranska kejsardynastin och runt den iranska revolutionen i slutet av 1970-talet flyttade han till USA för att studera datavetenskap. Gebelli var medgrundare till Sirius Software, grundare av Gebelli Software och arbetade sedan i Squaresofts A-lag. Han blev känd i början av 1980-talet för sitt programmeringsarbete på Apple II. Under slutet av 1980-talet och början av 1990-talet arbetade Gebelli för Squaresoft, där han bland annat programmerade flera av deras rollspel.

## Spel

### Sirius Software
- Both Barrels (1980, Apple II)
- Star Cruiser (1980, Apple II)
- Phantoms Five (1980, Apple II)
- Cyber Strike (1981, Apple II)
- Gorgon (1981, Apple II)
- Space Eggs (1981, Apple II)
- Pulsar II (1981, Apple II)
- Autobahn (1981, Apple II)

### Gebelli Software
- Horizon V (1981, Apple II)
- Firebird (1981, Apple II)
- Russki Duck (1982, Apple II)
- Zenith (1982, Apple II)
- Neptune (1982, Apple II)
- ScubaVenture (1983, IBM PCjr)
- Mouser (1983, IBM PCjr)

### Squaresoft
- The 3-D Battles of Worldrunner (1987, NES)
- Rad Racer (1987, NES)
- JJ: Tobidase Daisakusen Part 2 (1987, NES)
- Final Fantasy (1987, NES)
- Final Fantasy II (1988, NES)
- Final Fantasy III (1990, NES)
- Rad Racer II (1990, NES)
- Secret of Mana (1993, SNES)
- Final Fantasy Origins (2002, Playstation)
- Final Fantasy I & II: Dawn of Souls (2004, Game Boy Advance)